# 14 d'abril, Macià contra Companys
14 d’abril. Macià contra Companys es una ficción televisiva dirigida por Manuel Huerga camuflada bajo la apariencia de un documental, presuntamente grabado en 1932, pero con los métodos, el estilo y los medios propios del 2010.
Se estrenó en 2011, basada en la proclamación de la República Catalana que tuvo lugar el 14 de abril de 1931. El rodaje se inició el lunes 24 de enero de 2011, y la película está basada en un libro de Toni Soler.

## Reparto[3]
| Intérprete          | Personaje              |
| ------------------- | ---------------------- |
| Pere Ponce          | Lluís Companys         |
| Fermí Reixach       | Francesc Macià         |
| Aleix Albareda      | Josep Tarradellas      |
| Rubén Ametllé       | Alfonso XIII d España  |
| Dafnis Balduz       | Maurici Castells       |
| Manel Dueso         | Fernando de los Ríos   |
| Pep Ferrer          | Marcel·lí Domingo      |
| Miquel García Borda | Nicolau Battestini     |
| Joel Joan           | Joan Casanellas        |
| Julio Manrique      | Josep M. Planes        |
| Joan Massotkleiner  | Joan Casanovas         |
| Maria Molins        | Carme Ros              |
| Carlos Olalla       | Eduardo López-Ochoa    |
| Bruno Oro           | Josep Antoni Trabal    |
| Pep Planas          | Lluís Nicolau d'Olwer  |
| Fèlix Pons          | Amadeu Aragay          |
| Jordi Puig "Kai"    | Ventura Gassol         |
| Maria Ribera        | Federica Montseny      |
| Xavi Ricard         | Josep Casals           |
| Marc Rodríguez      | Josep Pla              |
| Xavier Serrano      | Víctor Galindo         |
| Carles Velat        | J. M. Martínez Domingo |
| Pere Ventura        | Jaume Aiguader         |
| Paula Vives         | Nuria Sanahuja         |
| Isaak Alcaide       | Espontani              |
| Jaume Comas         | Despujol               |
| Alberto Díaz        | Jove borratxo          |
| Lucky Guri          | Mestre Vives           |
| Joan Carles Gustems | Anguera                |
| Font Herrera        | Oficial                |
| Queco Novell        | Carrasco               |

## Premios
- 2012. Premio Gaudí a la mejor película para televisión[4]